# Giovanni Antonio Lecchi
Giovanni Antonio Lecchi, né le 17 novembre 1702 à Milan, Italie et mort dans la même ville le 24 juillet 1776, est un prêtre jésuite italien, mathématicien et ingénieur hydrographe de renom.

## Biographie
Giovanni Antonio Lecchi nait à Milan le 17 novembre 1702 et devient jésuite à seize ans. Il enseigne les belles-lettres à Verceil et à Pavie, puis est professeur d'éloquence à Milan, dans le collège de Brera. Choisi en 1739 pour remplir à l'université de Pavie la chaire de mathématiques, il professe cette science pendant vingt ans avec un grand succès. L'Impératrice Marie-Thérèse l'appelle à Vienne en qualité de mathématicien et hydrographe impérial. Il est directeur des travaux hydrographiques dans les États pontificaux sous Clément XIII. En 1773, lorsque Clément XIV supprime la Compagnie de Jésus, il se retire auprès de sa famille à Milan.

## Publications

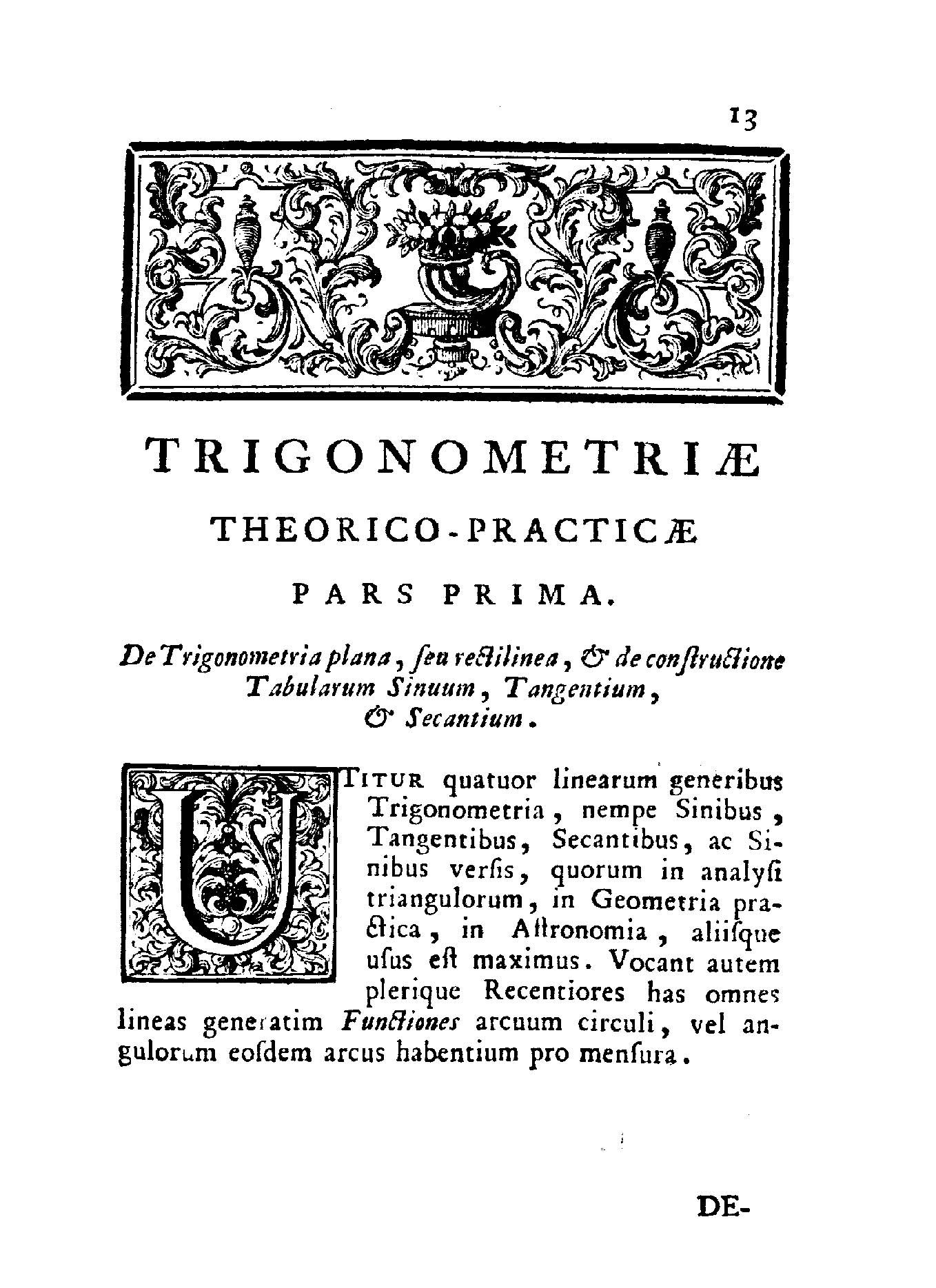
Trigonometriae theorico-practicae planae et sphericae, 1756

- Elementa geometriae theoricae, et practicae... Ad usum universitatis Braydensis. Mediolani, ex Typographia Bibliothecae Ambrosianae, Apud Joseph Marellum 1753.
- Lettera di risposta del P. Antonio Lecchi [...] al Chiarissimo Signor Giannandrea Boldrini Intorno alle arginature del Po ne' confini del Piacentino e del milanese.  Milano nella stamperia di Giuseppe Marelli 1761.
- Idrostatica esaminata nei suoi principi e stabilita nelle sue regole della misura delle acque correnti.  Milano G. Marelli 1765.
- Trattato de' Canali Navigabili. Milano Giuseppe Marelli 1776. Lecchi a rédigé également une importante et très intéressante introduction historique sur le sujet.